# YJ-01 (航空機)
YJ-01は、日本のヤヱガキ醸造機械（現ヤヱガキ酒造食品機械部食品機械課）が製作した軽飛行機。「YJ-01型」や「YJ-101号」とも呼ばれる。

## 経緯
1982年（昭和57年）に醸造技術の設計者として中途入社してきた窪田耕一が、以前から設計・製作などで小型飛行機に関わっていたことを契機に、「酒造会社が飛行機を作ることで社会を驚かせたい」という旨の動機から、ヤヱガキ醸造機械は1983年（昭和58年）に軽飛行機事業部を設立。窪田を中心として1984年（昭和59年）にYJ-01の製作を開始し、同年10月27日に完成させた。1985年（昭和60年）5月16日には揖保川河川敷で地上滑走試験を行ったが、十数回目の試験の際にバウンドによって予期せず高度数mに達し、龍野新大橋を回避すべく急旋回した結果、揖保川に墜落し大破した（パイロットは軽傷）。その後、改修を加え耐空性審査に合格した上で、1986年（昭和61年）には大塩町の大塩塩田跡にて30分間の飛行試験に成功している。この際には高度300 mに達した。
続いて、ヤヱガキは複座化や炭素繊維の導入を図り、1986年までに「YJ-06」や「YJ-10」といった計3機の軽飛行機を試作したが、その後バブル崩壊に伴い軽飛行機事業からは撤退した。これらの量産・製品化の際にはアメリカが主な市場になると想定されていた他、姫路スカイスポーツクラブを立ち上げることで日本国内の潜在需要の喚起も図っていた。YJ-01完成・飛行試験の時点で1987年（昭和62年）には量産開始、価格は約600万円、年間約200機を生産することを予定していた。
1994年（平成6年）にはYJ-06が姫路科学館に寄贈され、以後同館のエントランスに展示されている。また、1990年代には遡って機体記号「JX0022」がYJ-01に与えられている。2014年（平成24年）4月22日には、関係者が保管していたYJ-01の資料が日本航空協会に寄贈されている。

## 機体
YJ-01およびYJ-06はともに自作飛行機に区分されるが、当初YJ-01は超軽量動力機への分類を想定して開発されていた。YJ-01は高翼単葉、コックピット周りのみ鋼管を用いた木製羽布張りの単座機で、プロペラはプッシャー式に配置されている。降着装置は前輪式。

## 諸元（YJ-01）
出典：「航空事故調査報告書 ヤエガキ醸造機械株式会社所属 YJ-01型 自作飛行機」 3,7,8頁
、「自作航空機一覧（2）a」、「天然色素の総合メーカー・ヤヱガキ酒造」 118頁、「軽飛行機、ヤヱガキ酒造開発」 67頁。
- 全長：7.00 m
- 全幅：11.40 m
- 全高：2.575 m
- 自重：146 kg[3]あるいは230 kg[5]あるいは280 kg[7]
- 最大重量：310 kg[3][注 1]
- エンジン：カワサキ TA440（英語版）（33 hp）[7]あるいはロータックス製（18.5 hp）[3] × 1
- 最大速度：104 km/h[5]あるいは125 km/h[9]
- 巡航速度：74.5 km/h
- 制限高度：450 m（海上）
- 航続時間：2.5時間
- 乗員：1名